# Ucieza
L'Ucieza est un cours d’eau espagnol qui coule dans la communauté autonome de Castille-et-León. Il est un affluent du Carrión dans le bassin du fleuve le Douro.

## Source de la traduction
- (es) Cet article est partiellement ou en totalité issu de l’article de Wikipédia en espagnol intitulé « Río Ucieza » (voir la liste des auteurs).